# Hans Linde (Soziologe)
Hans Linde (* 16. März 1913 in Jeßnitz (Anhalt); † 29. September 1993 in Karlsruhe) war ein deutscher Soziologe. Seine Arbeitsschwerpunkte lagen in der Stadt-, Regional- und Techniksoziologie. Darüber hinaus lieferte er Beiträge zur Agrarsoziologie und zur Bevölkerungswissenschaft. Von 1962 bis 1981 war er ordentlicher Professor für Soziologie an der TH bzw. Universität Karlsruhe.

## Leben
Nach einem Studium der Sozial- und Wirtschaftswissenschaften in Leipzig und Königsberg wurde 1937 in Leipzig bei Hans Freyer und Hans-Jürgen Seraphim zum Dr. phil. promoviert.
Von 1936 bis 1938 wirkte er in Leipzig als Forschungsassistent am Institut für landwirtschaftliche Betriebslehre (s. Wolfgang Wilmanns). Linde war auch der Geschäftsführer der Hochschularbeitsgemeinschaft für Raumforschung an der Universität Leipzig. Er war an empirischen Erhebungen des Reichsnährstands beteiligt. (s. auch Reichsstelle für Raumordnung). Linde war Unterabteilungsleiter im Stabsamt des Reichsbauernführers.

Von Hans Linde sind zeitgenössische Aussagen zur ländlichen Soziologie im Nationalsozialismus überliefert, die in der Soziologiegeschichtsschreibung der letzten Jahrzehnte überprüft wurden:
"Die unmittelbare Förderung der ländlichen Soziologie durch das Reich geschieht auf Grund ihrer notwendigen inneren Verzweigung nicht durch die Einrichtung großer Institute und wissenschaftlicher Apparate, sondern durch die Finanzierung von konkreten Forschungsvorhaben, deren Bearbeiter im Forschungsdienst und in der Reichsarbeitsgemeinschaft für Raumforschung zusammengeschlossen sind."
Zwischen 1949 und 1956 war Linde Referent am niedersächsischen Amt für Landungsplanung und Statistik, sodann von 1957 bis 1959 als Abteilungsleiter der Sozialforschungsstelle an der Universität Münster in Dortmund. Linde zählte in Dortmund zum Kreis der Sozialwissenschaftler um Gunther Ipsen.
1960 trat Hans Linde eine Professur für Soziologie und Sozialpädagogik an der Pädagogischen Hochschule Kettwig an, er habilitierte sich 1961 für Soziologie in Münster und war von 1962 bis 1981 Lehrstuhlprofessor für Allgemeine Soziologie an der Technischen Hochschule Karlsruhe. Linde war dort Gründer des Instituts für Soziologie und Mitbegründer des Interfakultativen Instituts für Regionalwissenschaft. Zum Ende des Wintersemesters 1980/81 wurde er emeritiert, Hans Linde war katholisch, verheiratet mit Margot Linde, geborene Ehlerding, und starb im September 1993.

## Werk
Hans Linde kam von der Historischen Schule der deutschen Volkswirtschaftslehre her und blieb auch als Soziologe zeitlebens stark methodisch ausgerichtet: Theorie müsse mit der „Suchgrabenmethode“ gewonnen werden – insofern vertrat Linde an der Dortmunder Sozialforschungsstelle die Gegenposition zum Rechtshegelianer Johannes Chr. Papalekas („Das Material mit der Theorie provozieren!“). Lindes scheinbar paradoxe methodische Position ("soziale Sachverhältnisse") könnte als ‚materialistischer Idealismus‘ gekennzeichnet werden.
Außer seinem Ansatz zur Sachdominanz in Sozialstrukturen publizierte Linde auch zur Theorie der Öffentlichen Meinung, der Raumplanung, der Schul- und der Sportsoziologie.
Innerhalb der Akademie für Raumforschung und Landesplanung gehörte Linde dem Wissenschaftlichen Rat (1971–1974), dem Fachausschuss "Raum und Bevölkerung", dem Arbeitskreis "Soziale Entwicklung und regionale Bevölkerungsprognose" und dem Arbeitskreis "Regionale Aspekte der Bevölkerungsentwicklung unter den Bedingungen des Geburtenrückgangs" an. In Aufsätzen befasste sich Linde mehrfach mit dem Verhältnis der Soziologie zur Raumforschung.

## Zitat
„Als soziale Sachverhältnisse im engeren Sinn seien […] alle diejenigen gesellschaftlichen Verhältnisse bezeichnet, die so durch Sachen vermittelt und in Sachen begründet sind, daß sie ohne jeden Sachzwang inexistent wären, als Sachverhältnisse im weiteren Sinn auch solche, in die Sachen in anderer Weise mit ihren verhaltensregulierenden Momenten und/oder Zwängen direkt einbezogen sind oder auf diese indirekt einwirken.“

## Publikationen (Auswahl)
- Preußischer Landesausbau. Ein Beitrag zur Geschichte der ländlichen Gesellschaft in Süd-Ostpreußen am Beispiel des Dorfes Piassutten/Kreis Ortelsburg. Leipzig: Hirzel 1939.
- Ausmaß und Ursachen der landwirtschaftlichen Arbeitseinsatzschwierigkeiten in Mitteldeutschland (Land und Provinz Sachsen). In: Berichte über Landwirtschaft 1940.
- Die ländliche Soziologie in Deutschland. In: Archiv für Bevölkerungswissenschaft und Bevölkerungspolitik 9. Jg. (1939), Heft 6, S. 413–419.
- Die generative Form spezifischer Bevölkerungen. In: Raum und Gesellschaft: Referate und Ergebnisse. ARL, Bremen-Horn: Dorn 1950, S. 25–39.

- Persönlichkeitsbildung in der Landfamilie. In: Soziale Welt, Bd. 10 (1959), Heft 4.
- Raumforschung und Soziologie. In: ARL (Hrsg.): Raumforschung. 25 Jahre Raumforschung in Deutschland. Bremen 1960, S. 59–70.
- Die Bedeutung der deutschen Agrarstruktur für die Anfänge der industriellen Entwicklung. In: Jahrbuch für Sozialwissenschaft Bd. 13, Heft 2. Göttingen 1962, S. 179–195.
- Die räumliche Verteilung unserer Bevölkerung als Ergebnis gesellschaftlicher Prozesse. Kritik der Leitbildphilosophie unserer Raumordnungspolitik. In: Bevölkerungsverteilung und Raumordnung, ARL, Forschungs- und Sitzungsberichte Bd. 58. Hannover 1970.
- Raumbezogene und raumplanungsorientierte Konzeptionen in der Soziologie (Sozialökologie). In: Handwörterbuch der Raumforschung und Raumordnung, 2. Aufl., Hannover 1970.
- Sachdominanz in Sozialstrukturen (Tübingen 1972 [Gesellschaft & Wissenschaft Band 4]).
- Gunther Ipsen. Biographische Notiz und Verzeichnis der wissenschaftlichen Veröffentlichungen von Gunther Ipsen bis 1965. In: Harald Jürgensen (Hrsg.): Entzifferung: Bevölkerung als Gesellschaft in Raum und Zeit. Gunther Ipsen gewidmet. Göttingen 1967: Vandenhoeck & Ruprecht (Jahrbuch für Sozialwissenschaft. 18), S. 167–174.
- Soziale Implikationen technischer Geräte, ihrer Entstehung und Verwendung. In: R. Jokisch (Hrsg.) Techniksoziologie. Frankfurt: Suhrkamp 1982.
- Theorie der säkularen Nachwuchsbeschränkung 1800 bis 2000. Forschungsberichte des Instituts für Bevölkerungsforschung und Sozialpolitik. Bd. 8, Frankfurt/a. M. – New York 1984
- Kritische Empirie: Beiträge zur Soziologie und Bevölkerungswissenschaft 1937 – 1987. Opladen: Leske & Budrich 1988.

## Mitgliedschaften / Ehrenämter (Auswahl)
- Ordentliches Mitglied der Akademie für Raumforschung und Landesplanung, Hannover (ab 1960)
- Ordentliches Mitglied der Forschungsgesellschaft für Agrarpolitik und Agrarsoziologie, Bonn
- Korrespondierendes Mitglied der Österreichischen Gesellschaft zur Förderung von Landesforschung und Landesplanung (ab 1954 Österreichische Gesellschaft für Raumforschung und Raumplanung)

## Weblink
- Literatur von und über Hans Linde im Katalog der Deutschen Nationalbibliothek

| Personendaten    | Personendaten       |
| ---------------- | ------------------- |
| NAME             | Linde, Hans         |
| KURZBESCHREIBUNG | deutscher Soziologe |
| GEBURTSDATUM     | 16. März 1913       |
| GEBURTSORT       | Jeßnitz (Anhalt)    |
| STERBEDATUM      | 29. September 1993  |
| STERBEORT        | Karlsruhe           |